# Contea di Lezhi
La contea di Lezhi (乐至县S, Lèzhì XiànP) è una contea della Cina, situata nella provincia di Sichuan e amministrata dalla prefettura di Ziyang.